# 로버트 코마이어
로버트 코마이어(Robert Cormier, 본명: 로버트 에드먼드 코마이어, Robert Edmund Cormier, 1925년 1월 17일 – 2000년 11월 2일)는 미국의 작가이자 언론인으로, 매우 비관적인 소설로 유명한데, 그 중 다수는 청소년을 위해 쓰여졌다. 반복되는 주제에는 학대, 정신 질환, 폭력, 복수, 배신 및 음모가 포함된다. 그의 소설 대부분에서는 주인공이 승리하지 못한다.
코마이어의 인기 작품으로는 "I Am the Cheese, After the First Death, We All Fall Down", "The Chocolate War" 등이 있으며 모두 상을 받았다. "The Chocolate War"는 여러 도서관에서 도전을 받았다.

## 영화 각색
- 텐더니스 (2009년 영화) (2009)